# Anestesia epidural
La anestesia epidural o anestesia peridural es la introducción de anestésico local en el espacio epidural, bloqueando así las terminaciones nerviosas en su salida de la médula espinal. Por lo tanto, su distribución será metamérica, es decir, se anestesiará la zona del cuerpo que corresponde a los nervios que han sido alcanzados por el anestésico local inyectado.
Se considera lenguaje coloquial abreviar la expresión como epidural (p. ej., "poner la epidural").

## Historia
El neurólogo estadounidense James Leonard Corning (1855-1923) fue el primero en realizar un bloqueo neuraxial en 1885 cuando inyectó 111 mg de cocaína en el espacio epidural de un voluntario. En 1921 el cirujano militar español Fidel Pagés (1886–1923) la desarrolló convirtiéndose así en el inventor de esta técnica, de acuerdo con la sociedad científica internacional. Además desarrolló la anestesia lumbar epidural de inyección única que luego popularizó el cirujano italiano Achille Mario Dogliotti (1897–1966).[cita requerida] El primer uso de una anestesia de caudal continuo durante un parto fue en 1942 y fue desarrollado por Robert Andrew Hingson (1913-1996) y Waldo B. Edwards.[cita requerida] En 1947, el cubano Manuel Martínez Curbelo (1906–1962) describió la colocación de un catéter lumbar epidural.[cita requerida]

## Indicaciones
Su uso más común es para bloquear el dolor durante el parto, pero también se utiliza en intervenciones quirúrgicas tales como operaciones de la pierna, pelvis o genitales.[cita requerida]

### En el parto
La analgesia epidural permite el alivio de la sensación de dolor durante el parto y rebaja el nivel de ansiedad de la madre. También posibilita técnicas instrumentales (fórceps o ventosa) sin necesidad de aplicar otro tipo de anestesia.

## Contraindicaciones
La anestesia epidural está contraindicada en los casos de parto en los que la dilatación está excesivamente avanzada, en los casos de tatuajes en la zona lumbar en función de su localización y en pacientes que sufren ciertas enfermedades como obesidad o cardiopatías.

## Técnica
La técnica de punción epidural se realiza con el paciente sentado o en posición de decúbito lateral y se punciona el espacio entre las dos apófisis espinosas de la vértebra. El nivel de punción está en función de la zona que se desea anestesiar. La punción lumbar, que es la más frecuente, se realiza en los espacios vertebrales entre dos vértebras lumbares y se anestesia la zona abdominal.
La anestesia peridural se realiza mediante diversas técnicas. Todas ellas consisten en la búsqueda del espacio epidural. Este es un espacio virtual que se encuentra por fuera de la duramadre. Mediante anestesia de la piel en el lugar de punción, se introduce una aguja conectada a una jeringa con poca resistencia llena de aire o agua. Se va introduciendo la aguja y se va apretando el émbolo de la jeringa. Mientras se atraviesa músculo o ligamentos se produce una resistencia al apretar el émbolo. Al llegar al espacio epidural esta resistencia desaparece y permite vaciar el aire o agua. Esto es el signo de que se ha llegado al espacio epidural. En este lugar se introduce el fármaco que se va a administrar y el catéter si procede. 
La anestesia epidural está indicada para realizar aquellas intervenciones en abdomen, sobre todo a nivel infraumbilical, como son hernias inguinales, intervenciones en testículos, vejiga o partos. La apendicitis que corresponde a esta zona no es una buena indicación puesto que, aunque la piel si corresponde a la zona, el apéndice y el intestino adyacente están inervados por nervios de niveles superiores a la zona anestesiada y, al traccionar el intestino, puede producirse dolor.
Una modificación de esta técnica consiste en introducir un catéter en el espacio epidural por el que se pueden reinyectar fármacos, o bien instaurar una perfusión para producir una anestesia continua y prolongada, útil para intervenciones largas o para analgesia postoperatoria. Los fármacos que se inyectan al espacio epidural son variados, pero principalmente son los anestésicos locales. Éstos producen un efecto en función de la dosis administrada. A dosis pequeña bloquean las fibras que transmiten el dolor. A más altas dosis producen bloqueo de la actividad muscular y una parálisis. Y a dosis mayor un bloqueo sensitivo. Otros fármacos utilizados son diferentes derivados morfínicos. En la actualidad se han publicado diversos trabajos sobre la inyección de diferentes fármacos por vía peridural como la clonidina o la ketamina, fármacos de utilización endovenosa pero que se ha visto que también actúan a nivel de la fibra nerviosa. La asociación por vía epidural de dos fármacos potencia la acción de ambos minimizando sus efectos secundarios al permitir reducir la dosis.
En los últimos años se está utilizando mucho la anestesia peridural torácica que consiste en la misma técnica pero,a nivel de las vértebras torácicas. De esta manera se produce la analgesia de zonas superiores a las alcanzadas con la peridural lumbar y se utiliza sobre todo para analgesia postoperatoria de cirugía abdominal alta o cirugía torácica.